# Górkowo
Górkowo (deutsch Görkendorf) ist ein Ort in der polnischen Woiwodschaft Ermland-Masuren. Er gehört zur Gmina Kolno (Landgemeinde Groß Köllen) im Powiat Olsztyński (Kreis Allenstein).

## Geographische Lage
Górkowo liegt in der nördlichen Mitte der Woiwodschaft Ermland-Masuren, 18 Kilometer südwestlich der früheren Kreisstadt Rößel (polnisch Reszel) bzw. 36 Kilometer nordöstlich der heutigen Kreismetropole und auch Woiwodschaftshauptstadt Olsztyn (deutsch Allenstein).

## Geschichte
Der kleine und vor 1785 Gehrkendorf genannte Ort bestand aus mehreren kleinen Gehöften. Im Jahre 1785 wurde er als adliges Dorf mit acht Feuerstellen erwähnt, 1820 als adliges Dorf mit sieben Feuerstellen bei 42 Einwohnern.
Als der Amtsbezirk Lautern (polnisch Lutry) im Jahre 1874 im ostpreußischen Kreis Rößel gebildet wurde, war die Landgemeinde Görkendorf eine der eingegliederten Kommunen.
Mit den eingemeindeten Orten Augustwalde (polnisch Augustówka) und Rudolfswalde (polnisch Młodocin) zählte Görkendorf im Jahre 1885 insgesamt 159 Einwohner, im Jahre 1910 waren es 132.
Am 30. September 1928 vergrößerte sich Görkendorf um den Nachbarort Teistimmen (polnisch Tejstymy), der eingemeindet wurde, allerdings um den Preis, dass die Gemeinde fortan nicht mehr „Görkendorf“, sondern „Teistimmen“ hieß.
Als Kriegsfolge wurde das gesamte südliche Ostpreußen 1945 an Polen abgetreten. In diesem Zusammenhang bekam der Ort Görkendorf die polnische Namensform „Górkowo“. Er ist heute in die Landgemeinde Kolno (Groß Köllen) im Powiat Olsztyński (Kreis Allenstein) eingegliedert, von 1975 bis 1998 der Woiwodschaft Olsztyn, seither der Woiwodschaft Ermland-Masuren zugehörig. Im Jahre 2021 zählte Górkowo 41 Einwohner.

## Kirche
Bis 1945 war Görkendorf in die evangelische Kirche Bischofstein (polnisch Bisztynek) in der Kirchenprovinz Ostpreußen der Kirche der Altpreußischen Union, außerdem in die römisch-katholische Kirche Lautern (polnisch Lutry) im damaligen Bistum Ermland eingepfarrt.
Heute gehört Górkowo katholischerseits weiterhin zur Pfarrei in Lutry, die jetzt dem Erzbistum Ermland zugeordnet ist. Evangelischerseits ist das Dorf der Kapellengemeinde Biskupiec (Bischofsburg) innerhalb der Pfarrei Sorkwity (Sorquitten) der Diözese Masuren der Evangelisch-Augsburgischen Kirche in Polen zugehörig.

## Verkehr
Górkowo liegt an der verkehrstechnisch bedeutenden polnischen Landesstraße 57 (frühere deutsche Reichsstraße 128), die die Woiwodschaft Ermland-Masuren in Nord-Süd-Richtung durchzieht und bis in die Woiwodschaft Masowien führt. Eine Anbindung an den Bahnverkehr besteht nicht.